# Neonbabies
De Neonbabies was een Duitse pop- en new-waveband uit het begin van de jaren tachtig van de twintigste eeuw, die behoorde tot de invloedrijkste bands binnen de Neue Deutsche Welle in West-Berlijn.

## Geschiedenis
De groep ontstond in 1979 in Berlijn. De oorspronkelijke bezetting bestond uit onder anderen de zusjes Inga Humpe, alias DiLemma (1956), Annette Humpe, alias Anita Spinetti (1950), Nikolaus Polak (gitaar), Conny Homeyer (bas), Tony Nissel (slagwerk) en Reinhard Meermann (saxofoon). Hun eerste EP verscheen begin 1980 met daarop onder meer een eerste versie van de latere Ideal-hit Blaue Augen. In de herfst van 1980 werd hun tweede EP Die Krönung uitgebracht. Deze EP had een oplage van 1.000 stuks en was binnen enkele dagen uitverkocht. De Neonbabies verwierven hiermee een vaste plaats in de Berlijnse muziekscene en werden een cult-achtige verschijning.
Begin 1980 stichtte Annette Humpe de band Ideal en werd zij binnen de Neonbabies vervangen door Petra Mikolaijczak. De laatste is echter alleen op het in 1981 verschenen debuutalbum Neonbabies te horen. Dit album werd uitgebracht onder het onafhankelijke Berlijnse muzieklabel Good Noise Records. Hoewel dit album alleen in het alternatieve circuit verkrijgbaar was, werden er zo'n 20.000 exemplaren van verkocht. In 1982 produceerde Dave Hutchins in de studio van Conny Plank de tweede LP van de Neonbabies, Harmlos, die bij het platenlabel Ariola Records werd uitgebracht. Hierna volgde in de zomer van 1982 een tournee door Duitsland. De band trad daarbij ook op op het Nederlandse festival Berlin-Amsterdam en gaf tevens hun eerste rechtstreekse tv-concert. Nadat Nikolaus Polak de band had verlaten (hij werd vervangen door Toni Kambiz) lukte het de Neonbabies om Drafi Deutscher als producer voor hun single Ich bin ein Mann te strikken. De verkoop bleef echter zwaar achter bij de verwachtingen. Het derde album, 1983, ontstond onder regie van Gareth Jones. Dit album werd opgenomen in de Berlijnse Hansa-studios en verscheen eveneens bij Ariola. Korte tijd later viel de groep uiteen. Conny Homeyer verliet de band en Inga Humpe assisteerde haar zus als producer van DÖF. De single Codo ... düse im Sauseschritt werd in Nederland in 1983 een nummer 1-hit.
Met Eiskalter Engel verscheen in oktober 1983 de laatste single van de Neonbabies. Dit was een remix van het nummer Engel van het album 1983 en gold als afscheidsgeschenk aan de fans.

## Discografie

### Ep's
- Die Krönung (1980)

### Lp's
- Neonbabies (1981)
- Harmlos (1982)
- 1983 (1983)

### Singles
- I don't want to loose you (1980)
- Nervös (1980)
- Alibi (1982)
- Ich bin ein Mann (1982)
- Horizont ohne Ende (1983)
- Eiskalter Engel (1983)